# Audit énergétique
 (mars 2024).
Si vous disposez d'ouvrages ou d'articles de référence ou si vous connaissez des sites web de qualité traitant du thème abordé ici, merci de compléter l'article en donnant les références utiles à sa vérifiabilité et en les liant à la section « Notes et références ».
 (mars 2024).
La mise en forme du texte ne suit pas les recommandations de Wikipédia : il faut le « wikifier ».
Les points d'amélioration suivants sont les cas les plus fréquents. Le détail des points à revoir est peut-être précisé sur la page de discussion.
- Les titres sont pré-formatés par le logiciel. Ils ne sont ni en capitales, ni en gras.
- Le texte ne doit pas être écrit en capitales (les noms de famille non plus), ni en gras, ni en italique, ni en « petit »…
- Le gras n'est utilisé que pour surligner le titre de l'article dans l'introduction, une seule fois.
- L'italique est rarement utilisé : mots en langue étrangère, titres d'œuvres, noms de bateaux, etc.
- Les citations ne sont pas en italique mais en corps de texte normal. Elles sont entourées par des guillemets français : « et ».
- Les listes à puces sont à éviter, des paragraphes rédigés étant largement préférés. Les tableaux sont à réserver à la présentation de données structurées (résultats, etc.).
- Les appels de note de bas de page (petits chiffres en exposant, introduits par l'outil «  Source ») sont à placer entre la fin de phrase et le point final[comme ça].
- Les liens internes (vers d'autres articles de Wikipédia) sont à choisir avec parcimonie. Créez des liens vers des articles approfondissant le sujet. Les termes génériques sans rapport avec le sujet sont à éviter, ainsi que les répétitions de liens vers un même terme.
- Les liens externes sont à placer uniquement dans une section « Liens externes », à la fin de l'article. Ces liens sont à choisir avec parcimonie suivant les règles définies. Si un lien sert de source à l'article, son insertion dans le texte est à faire par les notes de bas de page.
- La présentation des références doit suivre les conventions bibliographiques. Il est recommandé d'utiliser les modèles {{Ouvrage}}, {{Chapitre}}, {{Article}}, {{Lien web}} et/ou {{Bibliographie}}. Le mode d'édition visuel peut mettre en forme automatiquement les références.
- Insérer une infobox (cadre d'informations à droite) n'est pas obligatoire pour parachever la mise en page.

Pour une aide détaillée, merci de consulter Aide:Wikification.
Si vous pensez que ces points ont été résolus, vous pouvez retirer ce bandeau et améliorer la mise en forme d'un autre article.
 (mars 2024).
Un audit énergétique consiste en la réalisation d'un état des lieux de l'isolation thermique et des déperditions énergétiques d'un bâtiment.
L'objet d'un audit énergétique est de dresser l'état initial de l'existant afin de déterminer sa classe énergétique avant travaux. Cela permet de simuler l'apport de travaux de rénovation thermique éventuels.
L'ensemble des parois constituant l'enveloppe (bâti), les menuiseries extérieures, les fermetures, la toiture, les planchers bas, les plafonds sont ainsi référencés et qualifiés.

## Encadrement de l'audit dans le monde

### En France

#### Réglementation
En France, l'audit énergétique fait l'objet d'une définition législative et règlementaire. Il doit être réalisé selon une méthodologie défini par décret. Il est encadré par l'article L. 126-28-1 du code de la construction et de l'habitation, dans le cas de la mise en vente de certains logements.
Dans le cas de la vente d'un logement ou d'un bâtiment de plusieurs logements qui ne font pas l'objet d'une copropriété, si le Diagnostic de Performance Energétique (DPE) obligatoire réalisé préalablement à la mise en vente fait apparaitre un résultat en dessous d'un certain seuil, l'audit énergétique devient obligatoire avant la mise en vente.
Le seuil est la lettre F en 2024 et est durci dans les années suivantes.
Dans le cas de dispositifs d'aide à la rénovation énergétique, l'audit énergétique défini par la même règlementation est nécessaire.

#### Habilitation à la réalisation de l'audit règlementaire
Le type de professionnel et d'entreprise autorisé à réaliser l'audit énergétique diffère selon que le logement est individuel ou un logement collectif (qu'il s'agisse d'une copropriété ou non).
S'agissant de l'audit énergétique d'une maison individuelle, les bureaux d'études thermiques habilités 'RGE Etudes' disposant de la qualification Qualibat 8731 ou OPQBI 1911 peuvent réaliser cette étude thermique réglementaire. La trame réglementaire dictant le contenu des informations devant être présenté dans un audit énergétique de maison individuelle est régit par l'ADEME.
S'il s'agit d'un bâtiment de plusieurs logements seuls les bureaux d'étude qualifiés et les sociétés d'architecture sont habilités. Les diagnostiqueurs immobiliers en sont exclus.
Ces professionnels sont recensés par le ministère du Logement, qui en publie la liste.
L'ADEME donne accès à l'ensemble des audits énergétiques recensés, comme elle le fait avec les Diagnostics de Performance Energétique